# Бачковик
Бачковік, Бачковик (словац. Bačkovík) — село, громада в окрузі Кошиці-околиця, Кошицький край, Словаччина. Площа села 645 км². Станом на 31 грудня 2024 року в селі проживало 645 жителів.

## Історія
Перші згадки про село датуються 1329 роком.

## Географія
Протікає Ранковський потік.

## Населення
| Рік:            | 1994. | 2004.    | 2014.    | 2024. |
| --------------- | ----- | -------- | -------- | ----- |
| Кількість осіб: | 367   | 411      | 516      | 645   |
| Різниця:        |       | +11,98 % | +25,54 % | +25 % |

| Рік:            | 2023. | 2024.   |
| --------------- | ----- | ------- |
| Кількість осіб: | 624   | 645     |
| Різниця:        |       | +3,36 % |